# Alessio Arena
Alessio Arena (Nàpols, 31 de gener de 1984) és un cantautor i escriptor italià resident a Barcelona des de 2008.

## Trajectòria artística
Alessio Arena publica el seu primer relat el 2006 i després participa en el Festival de literatura de Cuneo (Torí): “Scrittorincittà”, més tard publica alguns articles a revistes italianes i comença a interpretar les seves composicions musicals com a cantautor, participant en discos de producció italiana com "La versione dell'acqua" (Meridiano Zero) i «Canzoni» (Magma) que conté el seu tema "L'uomo con la finestra in petto".
El seu primer EP s'edita el 2010 amb el títol Autorretrato de ciudad invisible (diMusicaInMusica, 2010), amb cançons en castellà i un petit homenatge a Joan Manuel Serrat interpretant les seves "Paraules d'amor".
Amb relació a la seva producció literària és autor de les novel·les "L'infanzia delle cose" (Manni, 2009), Premi Giuseppe Giusti; "Il mio cuore è un mandarino acerbo" (Zona, 2010) i "La casa girata" (SenzaPatria, 2011). Per teatre ha escrit "Sciore Arancia", presentat al festival teatral "Settembre al borgo" i produït pel Nuovo Teatro Nuovo de Nàpols, i els textos en castellà "Hielo" i "Árbol (o las manos abiertas de Celidonia Fuentes)", produccions de Nudo Teatro de Madrid i escenificats pel director estremeny Ángel Málaga.
El 2010, juntament amb el seu germà Giancarlo Arena, cantant del grup català "Puerta 10", integra el duet acústic “Lacasavacía” i edita digitalment a internet el single "Pasos de cebra". Participa com a intèrpret, amb la cantant de jazz catalana Judit Neddermann, als discos "Tot aquest silenci" (Nòmada 57) i "Tot aquest soroll" (Nòmada 57), tercer i quart disc de la pianista catalana Clara Peya.
El 2013 publica el single italià Tutto quello che so dei satelliti di Urano, finalista en el concurs-festival de la cançó italiana d'autor Musicultura, i anticipa el disc, dividit en dues edicions que publica el 2014 sota el títol Bestiari(o) familiar(e), amb cançons en quatre llengües: català, castellà, italià i napolità, la seva llengua materna; el disc és presentat en directe a Barcelona i a Nàpols.
El mes de juny de 2013, Alessio Arena actua a l'Arena Sferisterio de Macerata, en les nits finals del festival, guanyant el premi absolut i la placa AFI (Associació Fonogràfics Italians) al Millor Projecte Discogràfic. La seva novel·la en italià "La letteratura tamil a Napoli" és segona a la final del Premi Neri Pozza, i la mateixa editorial italiana li publica el 2014.
El mes de febrer de 2016 és editat el seu segon disc de llarga durada: La secreta danza (Temps Record, 2016), estrenat en directe en concert a la sala Music Hall de Barcelona el 28 de gener de 2016, treball també presentat el 31 de març a l'Auditori Barradas de L'Hospitalet, dins la programació del Festival Barnasants 2016.
Durant 2017 realitza un viatge a Xile, on coneix de prop el folclor xilè, col·labora amb el cantautor Manuel García, amb el que canta al Telethon d'Arica i a la Feria Pulsar de Santiago. De la seva experiència, Arena escriu un diari documental amb el títol Atacama i crea Diablada, un tema que és un cant d'esperança inspirat en els ritmes tradicionals del nord de Xile barrejats amb sons urbans i napolitans, single que precedeix al que serà el seu nou disc que edita la primavera de 2019 amb el nom d'Atacama!.
Poc després, del tema "El hombre que quiso ser canción" que inclou el disc, enregistre un duet amb Miguel Poveda, cançó en edició digital.
El 2021 ha estat guardonat amb els Premis Andrea Parodi dedicats a les músiques del món: Premi de la crítica, Premi a la millor lletra, Premi a la millor interpretació, Premi dels artistes.

## Discografia[17]
- Autorretrato de ciudad invisible [2010].
- Bestiari(o) familiar(e) [2014].
- La secreta danza [2016].
- Atacama! [2019]
- Marco Polo [2022]

### Collaboracions
- Pasos de cebra (Lacasavacía). Duet amb Giancarlo Arena. [2011]
- Com els números verds d'un rellotge digital (Toni Pagès) [2012]
- Tot aquest silenci (Clara Peya) [2012]
- Alone together (Music Arqueology) [2013]
- Tot aquest soroll (Clara Peya) [2013]
- Orgullo (Alejandro Martínez) [2013]
- D'amore e di altre cose irreversibili (Flo) [2014]
- Marina Rossell canta Moustaki, vol.2 (Marina Rossell) [2014]
- Neapolitan Shakespeare (Gianni Lamagna) [2014]
- Passion fruit (M'Barka Ben Taleb) [2014]
- esPiral (Clara Peya) [2014]
- Tribut a Moustaki (Marina Rossell) [2014]
- Terra di Mezzo (Paolo Propoli) [2015]
- Di altri sguardi (Racconti dal Mediterraneo) (Mariano Bellopede) [2015]
- SPOT (Senza Perdere 'O Tiempo) (Giovanni Block) [2016]
- Attic à Paris (Giorgis Christodoulou) [2016]
- Connexions (Guillem Roma) [2017]
- Demodè (Fuossera) [2017]
- Estómac (Clara Peya) [2018]

### Discos collectius
- Canzoni. 2008.
- La versione dell'acqua. 2008.
- Musicultura 2013 - XXIV Edizione. 2013.
- Free Christmas. 2014.
- El Disc de la Marató. 2015.
- Vent'anni di Sessantotto [2018]. Cançó "Che vuole questa gente" en italià.

## Llibres
- "L'infanzia delle cose" (Manni, 2009) - Premi "Giuseppe Giusti"
- "Il mio cuore è un mandarino acerbo" (Zona, 2010)
- "La casa girata" (SenzaPatria, 2011)
- "La letteratura tamil a Napoli" (Neri Pozza, 2014)
- "La notte non vuole venire" (Fandango, 2018)
- "Ninna nanna delle mosche" (Fandango, 2021) - Premio Procida-Isola di Arturo-Elsa Morante
- "Il sesso degli alberi" (Fandango, 2025)